# Семья Офер
Семья Офер — одна из самых богатых еврейских и израильских семей. Согласно списку журнала Forbes, в 2011 году капитал Сами Офера оценивался в 10,3 миллиарда долларов. Кроме того, братья Офер владеют одной из богатейших в мире коллекцией произведений искусства.
Семья Офер (особенно Сами Офер, умерший в 2011) являются одними из крупнейших спонсоров общественных организаций в Израиле (например, больницы Рамбам и Ихилов, Сохнут, Междисциплинарный центр в Герцлии).
Семья Офер (совместно с Эхудом Анджелем) управляет Israel Corporation (крупнейший израильский холдинг с оборотом в 37 миллиардов долларов), и через неё — Israel Chemicals, «ЦИМ» (десятая по величине судоходная компания в мире), Oil Refineries (израильская нефтеперерабатывающая компания), а также банк Мизрахи-Тфахот (четвёртый по величине израильский банк).

## История
Йоси Гершкович переехал в Подмандатную Палестину из Румынии в 1924 году.
В Хайфе он владел небольшим мясным магазином и торговал с моряками английских судов, заходивших в Хайфу.
Старший сын, Йоси, служил офицером полиции. Он был первым из семьи, кто сменил фамилию на более благозвучную для Израиля — Офер; затем младшие братья, Шмуэль и Ехуда, переименовали себя в Сами и Юлия.
По рекомендации своих друзей-капитанов торгового флота, Сами в начале 1950-х годов приобрёл старое судно. Таким образом было положено начало одному из основных направлений семейного бизнеса семьи Офер — судоходству.

## Члены семьи
- Давид Офер[ивр.] — старший из братьев, бывший офицер южного и тель-авивского округа израильской полиции.
- Сами Офер и его дети:
  - Идан Офер (р. 2 октября 1955) —  управляет концерном братьев Офер и многими дочерними компаниями. Владеет 6.5 миллиардами долларов, в списке Форбс стоит на 182 месте[4][5]
  - Эяль Офер[6]
- Юлий Офер[7] и его дети
  - Лиора Офер
    - Ури Энжель
- Дорон Офер

## Сами Офер
Сами (Сэмми) Офер (22 февраля 1922 года, Румыния — 3 июня 2011, Израиль) — бизнесмен, магнат, меценат и один из самых богатых людей в Израиле. Награждён почетным орденом Рыцаря королевой Елизаветой за его услуги в морском наследии Великобритании. Большую часть своего времени он провел за границей и управлял предприятиями из Монте-Карло, Монако.
В 1924 году его отец, Йоси Гершкович, и вся семья (позже —Офер ), в том числе и Сами,  иммигрировала в Хайфу. После окончания начальной школы, Сами начал работать курьером в судоходной компании.
С началом второй мировой войны он был зачислен в Королевский флот. Во время арабо-израильской войны 1948 года служил в морском корпусе Израиля. После окончания службы в армии, устроился агентом по доставке в Eastern Conglomerate, и в 1950 году купил старое судно, ставшее первым кораблём в его судоходной компании.
В 1969 году Сами с детьми переехал в Лондон.
3 июня 2011 года Сами Офер умер в своем доме в Тель-Авиве в возрасте 89 лет, похоронен на кладбище Трумпельдор.

## Коллекция произведений искусства
Сами Оферу принадлежит одна из лучших в мире коллекций картин Марка Шагала, произведений современного искусства и импрессионистов.
Офер планировал пожертвовать 20 миллионов долларов Тель-Авивскому музею искусств в 2006, однако передумал после того, как другие доноры отказались от переименованию музея в честь него и его жены.
В 2008 Офер пожертвовал 20 миллионов фунтов стерлингов Национальному Морскому Музею (National Maritime Museum), что стало крупнейшим частным пожертвованием, когда-либо сделанным британской культурной организации.
В 2006 году Сами приобрёл картину Ван-Гога из серии «Арлезианка» (1890) за 40.3 миллионов долларов. Среди его приобретений есть Зеркало Пикассо, которое он приобрёл в 1995 году за 20 миллионов и картина Герхарда Рихтера стоимостью более 5 миллионов долларов.
В последние годы Сами Офер стал интересоваться современным искусством и добавил в коллекцию работы  Banksy.

## Система шакшуки
Система шакшуки (ивр. שיטת השקשוקה‎) — израильский документальный фильм про связь капитала и власти в израильском обществе. Фильм снят журналистом Мики Розенталем и режиссёром Иланом Абуди.
Фильм получил премию Офир и ряд других премий.

### Фильм
Фильм расследует связь между капиталом и властью в Израиле через связь правительства и журналистов с семьёй Офер. В фильме исследуется приобретение семьёй Офер заводов Мёртвого Моря, Цим и Батей Зикук у государства.
Среди прочего, авторы фильма задаются вопросом, почему государство заплатило за Батей Зикук 568 миллионов шекелей, которые и так принадлежали государству.
В фильме приводятся примеры высокопоставленных чиновников общественного сектора получали ведущие места в их империи братьев Офер. Например, Нир Гилад из Министерства финансов Израиля, который после подписания сомнительного тендера с братьями Офер получил пост директора в их концерне.
В фильме также рассказывается о тесной дружбе между представителями СМИ и семьёй Офер. В фильме утверждается, что Офер, через своих друзей в газетах и на телевидении, пытаются активно препятствовать расследованиям против них; неугодных журналистов увольняют с работы.
Фильм также рассказывает о крупном пожертвовании, которое Сами Офер собирался внести в пользу Тель-Авивского музея, и в результате которого, по утверждению авторов фильма, Сами получил бы права на здание музея.
В фильме также рассказывается об отрицательных последствиях приватизации компании Цим, и о том, что несмотря на то, что согласно отчёту Министерства окружающей среды Израиля, заводы братьев Офер многократно превышают предельно допустимую концентрацию загрязнения окружающей среды, Сами Офер получил почётную грамоту от организации борьбы с раком.

### Борьба вокруг фильма
Уже в начале съёмки фильма против Розенталя и его жены со адвокатов Офер был подан иск о клевете. Кроме того, Розенталь получал прямые угрозы.
Фирма Yes, изначально спонсировавшая фильм, прекратила финансирование, и Розенталь продолжил съёмки за счёт личной ссуды.
Когда фильм был готов, Yes отказалась его транслировать, и фильм был показан только в Сенематеках Тель-Авива и Иерусалима.
Отмена трансляции вызвала широкий резонанс, и на Первый и Десятый канал израильского телевидения было оказано юридическое давление с целью остановить показ фильма. В результате Первый канал всё же показал фильм, после которого был показан ответный фильм семьи Офер.
После компромиссного решения Офер заплатили Розенталю компенсацию 40 тысяч шекелей на юридические расходы.

## Скандалы, связанные с деятельностью за границей

### Турция
В 2005 г. Сами Офер приобрел 14,7 % акций нефтеперерабатывающего завода в Турции TUPRAS за 446 млн долларов, и через несколько месяцев перепродал акции за 1,3 млрд долларов. В результате жалобы профсоюзов и поднявшегося скандала у турецких властей возникли подозрения в том, что акции завода были проданы по заниженной цене, и в 2007 г. начальник Госуправления по приватизации и один из его заместителей были признаны по этому делу виновными в коррупции.
В том же году Bosphorus Holdings (частично принадлежащая братьям Офер) совместно с турецкой фирмой Global Yatirim приобрели гостиницу Park Hotel в Стамбуле.
Сами Офер выиграл тендер по управлению порта Галата в Стамбуле сроком на 49 лет за 4,3 млрд долларов, однако в 2006 г. власти Турции аннулировали результаты тендера.
В 2007 г. ряд турецких СМИ, в частности журнал Akşam, утверждал, что братья Офер пытаются скупить все турецкие порты, используя в качестве прикрытия компанию Global Yatirim. Торгово-промышленная палата Турции даже призвала к бойкоту этой компании и любых проектов братьев Офер.

### Иран
В мае 2011 года администрация США включила компании израильских предпринимателей братьев Офер в «чёрный список» зарубежных компаний, подлежащих санкциям за продажу запрещенных товаров и технологий в Иран..
Холдинг Офер был вычеркнут из списка в сентябре того же года, но внес в чёрный список две других компании в непрямом владении семьи Офер, непосредственно участвовавшие в сделке. Санкции против ещё одной компании семьи Офер, зарегистрированной в Сингапуре, остались в силе до выяснения всех обстоятельств сделки.

### Эритрея
В том же году в Африке были арестованы на месяц два израильских лётчика, которые первозили вооружение для корабля в Эритрее, управлеямого фирмами братьев Офер. Оружие предназначалось для защиты от пиратов, однако не было заявлено (утверждалось, что цель полёта — забрать раненого), и было обнаружено в результате проверки в Эритрее. В результате вмешательства дипломатии и министра Авигдора Либермана, лётчики, которым грозили длительные заключения, были освобождены. Братья Офер отказались комментировать происшествие.